# كوهان (أصفهان)
كوهان هي قرية في مقاطعة أصفهان، إيران. عدد سكان هذه القرية هو 1,617 في سنة 2006.